# Luc Orient
Luc Orient – belgijska, francuskojęzyczna seria komiksowa autorstwa Grega (scenariusz) i Eddy’ego Paape (rysunki), wydawana w latach 1967–1994. Większość tomów ukazywała się najpierw w odcinkach na łamach czasopisma komiksowego "Tintin", a dopiero od 1969 roku także w formie indywidualnych albumów nakładem wydawnictwa Le Lombard. W Polsce ukazała się w formie tomów zbiorczych nakładem wydawnictwa Taurus Media w latach 2017–2023.

## Fabuła
Utrzymana w konwencji science fiction seria opowiada o Lucu Oriencie, profesorze Hugonie Kala i jego asystentce Lorze, którzy przeżywają przygody w kosmosie. W pierwszych tomach główni bohaterowie odkrywają statek kosmiczny, na pokładzie którego znajdują się zahibernowani kosmici – badacze z planety Terango. Następnie Luc Orient i jego towarzysze udają się na Terango, by powstrzymać tamtejszego tyrana Sectana przed inwazją na Ziemię.

## Tomy
| Tom | Tytuł i rok wydania polskiego     | Tytuł i rok wydania oryginalnego       | Uwagi                                                                     |
| --- | --------------------------------- | -------------------------------------- | ------------------------------------------------------------------------- |
| 1   | Ogniste smoki (2017)              | Les Dragons de feu (1969)              | Po polsku tomy ukazały się w albumie Luc Orient – wydanie zbiorcze tom 1. |
| 2   | Lodowe słońca (2017)              | Les Soleils de glace (1970)            | Po polsku tomy ukazały się w albumie Luc Orient – wydanie zbiorcze tom 1. |
| 3   | Władca Terango (2017)             | Le Maître de Terango (1971)            | Po polsku tomy ukazały się w albumie Luc Orient – wydanie zbiorcze tom 1. |
| 4   | Planeta strachu (2017)            | La Planète de l'angoisse (1972)        | Po polsku tomy ukazały się w albumie Luc Orient – wydanie zbiorcze tom 1. |
| 5   | Stalowy las (2018)                | La Forêt d'acier (1973)                | Po polsku tomy ukazały się w albumie Luc Orient – wydanie zbiorcze tom 2. |
| 6   | Tajemnica 7 świateł (2018)        | Le Secret des 7 lumières (1974)        | Po polsku tomy ukazały się w albumie Luc Orient – wydanie zbiorcze tom 2. |
| 7   | Krater czarów (2018)              | Le Cratère aux sortilèges (1974)       | Po polsku tomy ukazały się w albumie Luc Orient – wydanie zbiorcze tom 2. |
| 8   | Legion przeklętych aniołów (2018) | La Légion des anges maudits (1975)     | Po polsku tomy ukazały się w albumie Luc Orient – wydanie zbiorcze tom 2. |
| 9   | 24 godziny dla Ziemi (2019)       | 24 Heures pour la planète Terre (1975) | Po polsku tomy ukazały się w albumie Luc Orient – wydanie zbiorcze tom 3. |
| 10  | Szósty kontynent (2019)           | Le 6e Continent (1976)                 | Po polsku tomy ukazały się w albumie Luc Orient – wydanie zbiorcze tom 3. |
| 11  | Dolina wzburzonych wód (2019)     | La Vallée des eaux troubles (1976)     | Po polsku tomy ukazały się w albumie Luc Orient – wydanie zbiorcze tom 3. |
| 12  | Kryształowa brama (2019)          | La Porte de cristal (1977)             | Po polsku tomy ukazały się w albumie Luc Orient – wydanie zbiorcze tom 3. |
| 13  | Kowadło gromów (2023)             | L'Enclume de la foudre (1978)          | Po polsku tomy ukazały się w albumie Luc Orient – wydanie zbiorcze tom 4. |
| 14  | Wybrzeże wściekłości (2023)       | Le Rivage de la fureur (1981)          | Po polsku tomy ukazały się w albumie Luc Orient – wydanie zbiorcze tom 4. |
| 15  | Rubak (2023)                      | Roubak – Ultime espoir (1984)          | Po polsku tomy ukazały się w albumie Luc Orient – wydanie zbiorcze tom 4. |
| 16  | Caragal (2023)                    | Caragal (1985)                         | Po polsku tomy ukazały się w albumie Luc Orient – wydanie zbiorcze tom 4. |
| 17  | Zarodniki znikąd (2023)           | Les Spores de nulle part (1990)        | Po polsku tomy ukazały się w albumie Luc Orient – wydanie zbiorcze tom 5. |
| 18  | O ósmej wieczorem w piekle (2023) | Rendez-vous à 20h en enfer… (1994)     | Po polsku tomy ukazały się w albumie Luc Orient – wydanie zbiorcze tom 5. |